# Стефан Йосифов (учител)
Вижте пояснителната страница за други личности с името Георги Апостолов.
Стефан Йосифов е български просветен деец, деец на късното Българско възраждане в Македония.

## Биография
Стефан Йосифов е роден около 1877 година в Крива паланка, тогава в Османската империя. В 1897 година завършва с дванадесетия випуск Солунската българска мъжка гимназия. Работи като български екзархийски учител и училищен инспектор за Паланечко. След установяването на сръбска власт в района в 1912 година е преследван и измъчван от сръбските власти. В 1916 година е назначен за кмет на Крива паланка.